# Emon Mahmud Babu
Emon Mahmud Babu là một cầu thủ bóng đá người Bangladesh thi đấu ở vị trí tiền vệ. Hiện tại anh thi đấu cho Dhaka Abahani.

Anh là cầu thủ xuất sắc nhất của Bangladesh Federation Cup 2017.